# Boulay-les-Barres
Boulay-les-Barres – miejscowość i gmina we Francji, w Regionie Centralnym, w departamencie Loiret.
Według danych na rok 1990 gminę zamieszkiwało 466 osób, a gęstość zaludnienia wynosiła 37 osób/km² (wśród 1842 gmin Regionu Centralnego Boulay-les-Barres plasuje się na 705. miejscu pod względem liczby ludności, natomiast pod względem powierzchni na miejscu 1010.).